# Vincennes
Vincennes este un oraș în Franța, în departamentul Val-de-Marne, în regiunea Île-de-France.

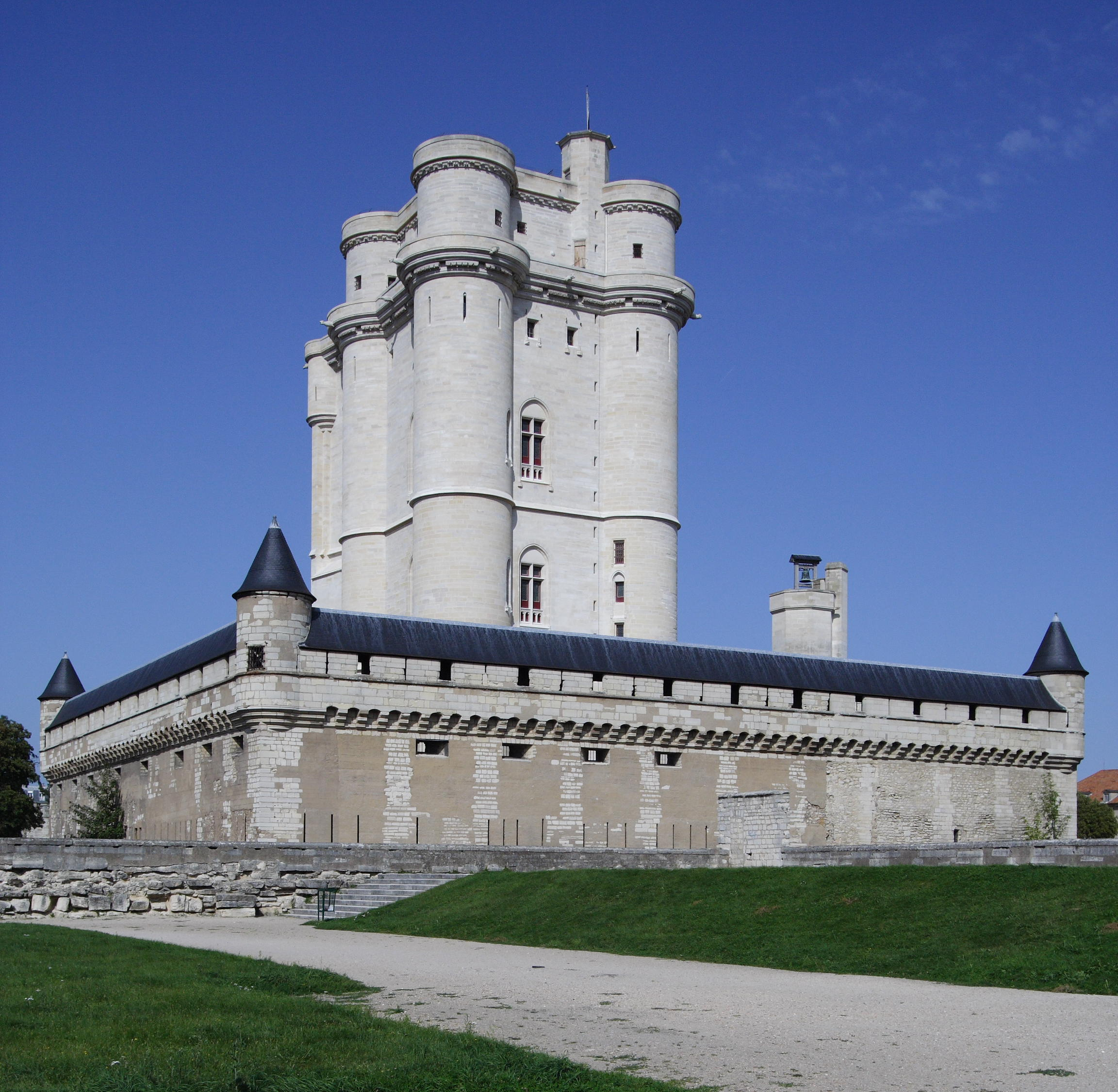
Donjonul Castelului din Vincennes

## Personalități născute aici
- Isabella de Valois (1348 - 1372), prințesă.

1. ↑  French National Directory of Representatives, accesat în 15 martie 2019
2. ↑  répertoire géographique des communes, accesat în 26 octombrie 2015
3. ↑  dataset of postal codes in France, 1 octombrie 2018